# Latvia International 2024
Die Latvia International 2024 im Badminton fanden vom 28. August bis zum 1. September 2024 in Riga statt.

## Sieger und Platzierte
| Veranstaltung | Gold                              | Silber                               | Bronze                               |
| ------------- | --------------------------------- | ------------------------------------ | ------------------------------------ |
| Herreneinzel  | Aria Dinata                       | Valentin Singer                      | Jakob Houe                           |
| Herreneinzel  | Aria Dinata                       | Valentin Singer                      | Dicky Dwi Pangestu                   |
| Dameneinzel   | Nella Nyqvist                     | Sophia Noble                         | Irina Amalie Andersen                |
| Dameneinzel   | Nella Nyqvist                     | Sophia Noble                         | Mirjam Lindgärde                     |
| Herrendoppel  | Jonathan Dresp Aaron Sonnenschein | Thibault Gardon Ewan Goulin          | Joshua Magee Vincent Pontanosa       |
| Herrendoppel  | Jonathan Dresp Aaron Sonnenschein | Thibault Gardon Ewan Goulin          | Daniel Franco Rodrigo Sanjurjo       |
| Damendoppel   | Anastasia Khomich Daria Zimnol    | Agathe Cuevas Kathell Desmots-Chacun | Kati-Kreet Käsner Helina Rüütel      |
| Damendoppel   | Anastasia Khomich Daria Zimnol    | Agathe Cuevas Kathell Desmots-Chacun | Selin Hübsch Amelie Lehmann          |
| Mixed         | Kristjan Kaljurand Helina Rüütel  | Joshua Magee Moya Ryan               | Ludwig Axelsson Jessica Silvennoinen |
| Mixed         | Kristjan Kaljurand Helina Rüütel  | Joshua Magee Moya Ryan               | Simon Krax Amelie Lehmann            |